# Harrison Gray Otis (publicist)

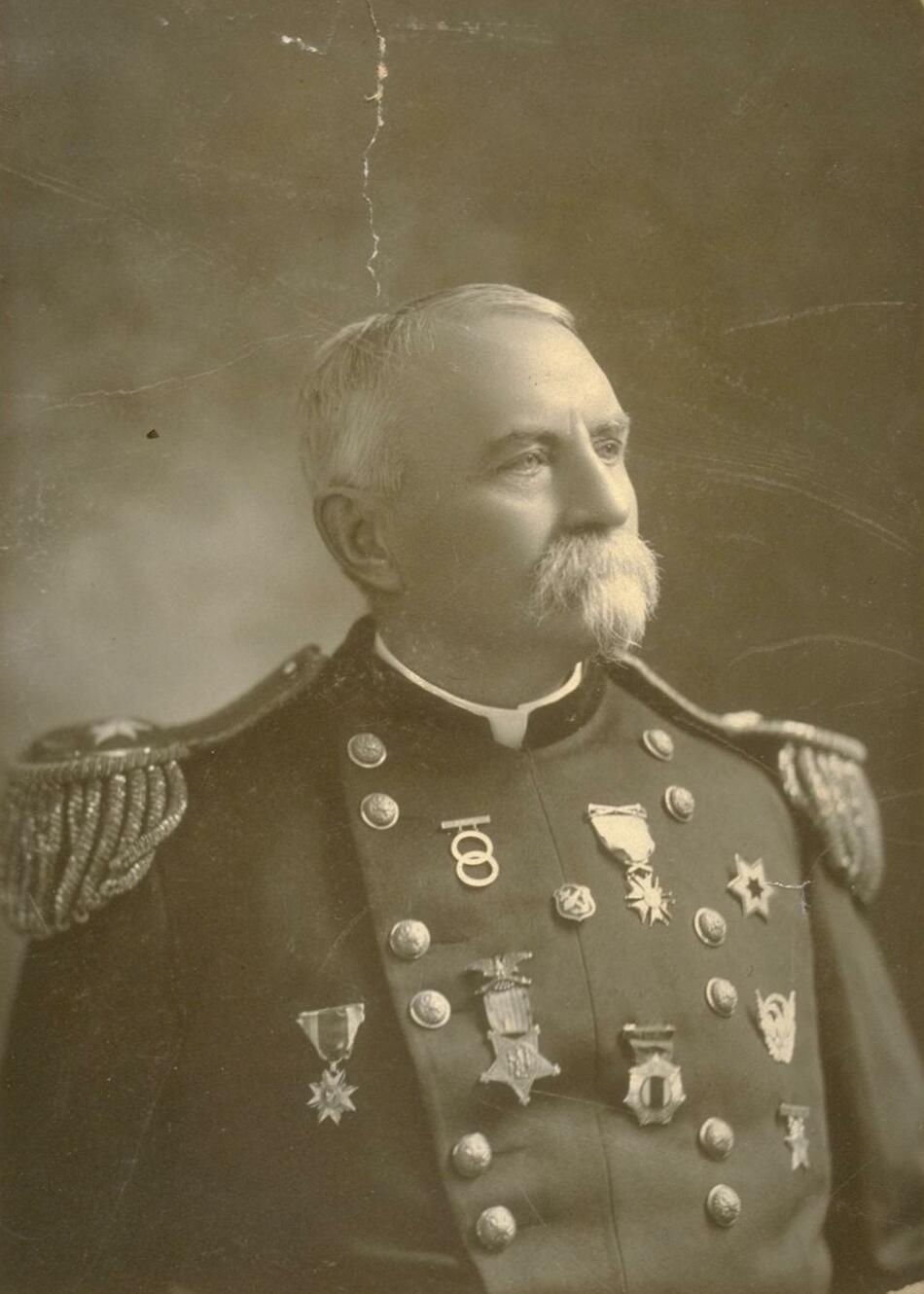
Harrison Gray Otis

Harrison Gray Otis, född 10 februari 1837 i Ohio, död 30 juli 1917 i Los Angeles, var en amerikansk publicist och militär. Han var en långvarig ansvarig utgivare för Los Angeles Times.
Han deltog i republikanernas partikonvent som nominerade Abraham Lincoln som partiets kandidat i presidentvalet i USA 1860. Han deltog sedan i amerikanska inbördeskriget i nordstatsarmén.
Otis arbetade först för mindre tidningar innan han påbörjade sin karriär på Los Angeles Times. Han var först ledarskribent och lokalredaktör innan han blev verkställande direktör och chefredaktör på Los Angeles Times.
När Spansk-amerikanska kriget bröt ut, ville Otis bli utnämnd till biträdande krigsminister. Han fick inte utnämningen men anmälde sig som frivillig och fick en brigad under sitt befäl som brigadgeneral i Filippinsk-amerikanska kriget.
Efter det kriget fortsatte Otis att utge Los Angeles Times fram till sin död. Tidningen följde Otis högersinnade linje på den tiden. Tidningen fick ett stort politiskt inflytande i Kalifornien tack vare Otis.